# 梁漢璋
梁汉璋（？—946年12月8日），字国宝，五代十国后唐、后晋官员，应州人。
梁汉璋年轻时以勇力事奉唐明宗，历任突骑、奉德指挥使。后晋高祖石敬瑭即位第二年，遥领钦州刺史。天福三年（938年），加檢校司空，改护圣都指挥使。天福七年（942年），改任检校司徒，遥领阆州团练使。天福八年（943年），授陳州防御使。跟随晋出帝自澶州还，改任检校太保、郑州防御使，充侍卫马军都指挥使，不久担任永清军兵马留后，不久正授节制为貝州永清軍節度使。当年，出帝下诏领千骑驻守冀州，跟随杜重威北讨，诏以梁汉璋充任北面马军都排阵使，派他收复淤口关，开运三年十一月十二日，他和契丹五千骑在浮阳北界相遇，苦战终日，以众寡不敌，被流矢所中，阵亡，时年四十九岁。梁汉璋有军功，在地方好聚敛，没有善政。镇守甘陵（貝州）时，有平契丹之志，但以所领是偏师，骤逢强敌，因此兵败身亡。其子梁海荣进上梁汉璋所乘鞭马和器仗，出帝为他哀伤，赠太尉。其弟梁汉瑭。